# Money and Cigarettes
Money and Cigarettes − ośmy studyjny album Erica Claptona, który został wydany w lutym 1983 roku.

## Lista utworów
| Nr. |  | Tytuł                            | Kompozytor                              | Długość |
| --- |  | -------------------------------- | --------------------------------------- | ------- |
| 1.  |  | „Everybody Oughta Make a Change” | Sleepy John Estes                       | 3:16    |
| 2.  |  | „The Shape You're In”            | Eric Clapton                            | 4:08    |
| 3.  |  | „Ain't Going Down”               | Eric Clapton                            | 4:01    |
| 4.  |  | „I've Got a Rock 'n' Roll Heart” | Troy Seals, Eddie Setser, Steve Diamond | 3:13    |
| 5.  |  | „Man Overboard”                  | Eric Clapton                            | 3:45    |
| 6.  |  | „Pretty Girl”                    | Eric Clapton                            | 5:29    |
| 7.  |  | „Man in Love”                    | Eric Clapton                            | 3:24    |
| 8.  |  | „Crosscut Saw”                   | R.G. Ford                               | 3:30    |
| 9.  |  | „Slow Down Linda”                | Eric Clapton                            | 4:14    |
| 10. |  | „Crazy Country Hop”              | Johnny Otis                             | 2:46    |

## Twórcy
Opracowano na podstawie materiału źródłowego.
- Eric Clapton – wokal, gitara elektryczna, slide
- Ry Cooder – gitara elektryczna, slide
- Donald Dunn – gitara basowa
- Roger Hawkins – perkusja
- Albert Lee – instrumenty klawiszowe, wokal, gitara akustyczna, gitara elektryczna
- John Sambataro – wokal wspierający
- Chuck Kirkpatrick – wokal wspierający

## Listy sprzedaży
| Lista           | Kraj              | Pozycja |
| --------------- | ----------------- | ------- |
| Billboard 200   | Stany Zjednoczone | 16      |
| UK Albums Chart | Wielka Brytania   | 13      |